# ハーディービジョン
ハーディービジョンは日本の競走馬。1983年の朝日杯3歳ステークスなど重賞競走を2勝。翌1984年のクラシック戦線を前にシンボリルドルフ、ビゼンニシキとともに「関東三強」と称されたが、両馬と対戦のないまま故障で引退した。主戦騎手は的場均。
※馬齢は2000年以前に使用された旧表記法（数え年）で統一して記述する。

## 戦績
1983年6月、札幌開催の新馬戦でデビュー。調教で際立った動きを見せて厩舎関係者の間でも注目を集める1頭であった。的場均を鞍上に、スタートからの逃げ切りで2着に4馬身差を付けて初戦勝利を収める。しかし次走の札幌3歳ステークスの競走前から骨膜炎の兆候が表れ、本競走は12着と大敗。次走の函館3歳ステークスも先行策から失速し、5着に終わる。
その後骨膜炎が治まり、11月に京成杯3歳ステークスに出走。大器と評判のあったサクラトウコウや、デビュー2戦をレコードタイムで圧勝していた牝馬・マリキータに人気が集中する一方、本馬は10番人気と低評価であった。不良馬場で行われた本競走で、的場はそれまでの先行策から一転した後方待機策を採る。直線では大外からマリキータを差し切り、1馬身半差を付けて優勝。重賞初勝利を収めた。
12月に迎えた関東の3歳王者戦・朝日杯3歳ステークスでは、サクラトウコウが故障により不在、良馬場で巻き返しを期待されたマリキータが単勝オッズ1.7倍という圧倒的1番人気に推され、本馬はこれに次ぐ2番人気となった。レースは前走と同じく後方に控えると、直線で先行勢を一気に交わして優勝。重賞2連勝を遂げた。推定の上がり3ハロン34秒9は、当時の3歳馬としては破格のタイムであった。しかし当年の年度表彰では、関西の阪神3歳ステークスを制し、5戦4勝・2着1回という好成績を収めたロングハヤブサが最優秀3歳牡馬に選ばれ、ハーディービジョンは無冠となった。
朝日杯の後は翌年のクラシックに備えて休養に入る。復帰までの間に、関東ではビゼンニシキ、シンボリルドルフという新勢力が台頭し、これにハーディービジョンを加えた「関東三強」がクラシックの中心と目された。この3頭は皐月賞への前哨戦・弥生賞での初対戦が有力視された。しかしハーディービジョンは同競走への調整中であった2月、調教へ向かう際に地面に張った氷で脚を滑らせ、左前脚の靱帯を損傷。クラシックを断念し、長期休養を余儀なくされた。この後のクラシックはシンボリルドルフの独擅場となり、同馬は日本競馬史上初となる無敗での三冠を達成している。
陣営はハーディービジョンの再起を図って試行錯誤を重ねたが、再びレースに出走することはできず、1987年2月に競走生活から退いた。的場は1994年に行われたインタビューの中で、「もう一度乗ってみたい馬」としてハーディービジョンの名を挙げ、「相手がルドルフでも何とかなるんじゃないかという手応えを、僕自身持っていました」、「スピードもあったし、パワーもありました。（中略）新馬を使う前から、これは札幌の3歳Sはもらったって、僕は言ってたんです。その後ソエ（骨膜炎）が出てしまったんですが、そのくらい期待していましたし、クラシックを意識してましたね」と語っている。

## 競走成績
以下の内容は、netkeiba.comに基づく。
| 競走日     | 競馬場 | 競走名     | 格   | 距離（馬場）  | 頭 数 | 枠 番 | 馬 番 | オッズ （人気） | 着順 | タイム  | 着差 | 騎手    | 斤量 [kg] | 1着馬（2着馬）   |
| ---------- | ------ | ---------- | ---- | ------------- | ----- | ----- | ----- | --------------- | ---- | ------- | ---- | ------- | --------- | ---------------- |
| 1983.06.19 | 札幌   | 3歳新馬    |      | ダ1000m（良） | 8     | 4     | 4     | 003.80（2人）   | 01着 | R1:00.8 | -0.7 | 0的場均 | 53        | （シーブラック） |
| 0000.07.31 | 札幌   | 札幌3歳S   | 重賞 | ダ1200m（良） | 13    | 6     | 8     | 016.00（4人）   | 12着 | R1:18.3 | -4.8 | 0的場均 | 53        | シーブラック     |
| 0000.09.25 | 函館   | 函館3歳S   | 重賞 | 芝1200m（不） | 12    | 2     | 2     | 019.50（6人）   | 05着 | R1:16.0 | -1.3 | 0的場均 | 53        | サクラトウコウ   |
| 0000.11.06 | 東京   | 京成杯3歳S | 重賞 | 芝1400m（不） | 12    | 5     | 6     | 065.6（10人）   | 01着 | R1:25.6 | -0.2 | 0的場均 | 54        | （マリキータ）   |
| 0000.12.11 | 中山   | 朝日杯3歳S | 重賞 | 芝1600m（良） | 8     | 8     | 8     | 005.10（2人）   | 01着 | R1:36.3 | -0.3 | 0的場均 | 54        | （ハツノアモイ） |

## 引退後
引退後は種牡馬となり、様似町のエーコープファームで繋養された。最後の出走から3年以上が経過しているにもかかわらず、初年度から50頭以上の繁殖牝馬を集めたが、種付け後に受胎馬なしという結果に終わる。翌年も数十頭への種付けを行ったが、誕生馬は2頭のみとなり、授精率の悪さから2シーズンの供用のみで廃用となった。
以後は去勢され、種馬場長の計らいで帯広畜産大学馬術部へ乗馬として寄贈された。種牡馬として供用された馬は、激しい気性から一般に乗馬には不向きとされたが、馬術部員の努力によって徐々に気性は改善され、全日本選手権に出場するまでの成長を見せた。1992年の全日本総合馬術大会では5位入賞という成績を残している。
以後も馬術競技馬として全国大会での活躍を続けたが、1996年12月、厩舎内で疝痛を発症。治療による症状の改善が見られず開腹手術が行われたが、結腸破裂が見つかり、回復の見込みがないものとして安楽死の措置が執られた。遺体は火葬の後、馬術部敷地内に埋葬されている。

## 血統表
| ハーディービジョンの血統（ネヴァーセイダイ系（ナスルーラ系）/ Bois Roussel5×4=9.38%、Nearco4×5=9.38%、Vatout5×5=6.25%） | ハーディービジョンの血統（ネヴァーセイダイ系（ナスルーラ系）/ Bois Roussel5×4=9.38%、Nearco4×5=9.38%、Vatout5×5=6.25%） | ハーディービジョンの血統（ネヴァーセイダイ系（ナスルーラ系）/ Bois Roussel5×4=9.38%、Nearco4×5=9.38%、Vatout5×5=6.25%） | （血統表の出典）   | （血統表の出典） |
| 父 *マンオブビィジョン Man of Vision 1976 栗毛 イギリス                                                                 | 父の父Never Say Die 1951 栗毛 アメリカ                                                                                  | Nasrullah | Nearco             | Nearco           |
| 父 *マンオブビィジョン Man of Vision 1976 栗毛 イギリス                                                                 | 父の父Never Say Die 1951 栗毛 アメリカ                                                                                  | Nasrullah | Mumtaz Begum       |                  |
| 父 *マンオブビィジョン Man of Vision 1976 栗毛 イギリス                                                                 | 父の父Never Say Die 1951 栗毛 アメリカ                                                                                  | Singing Grass | War Admiral        | War Admiral      |
| 父 *マンオブビィジョン Man of Vision 1976 栗毛 イギリス                                                                 | 父の父Never Say Die 1951 栗毛 アメリカ                                                                                  | Singing Grass | Boreale            |                  |
| 父 *マンオブビィジョン Man of Vision 1976 栗毛 イギリス                                                                 | 父の母Cawston's Pride 1968 栗毛 イギリス                                                                                | Con Brio | Ribot              | Ribot            |
| 父 *マンオブビィジョン Man of Vision 1976 栗毛 イギリス                                                                 | 父の母Cawston's Pride 1968 栗毛 イギリス                                                                                | Con Brio | Petronella         |                  |
| 父 *マンオブビィジョン Man of Vision 1976 栗毛 イギリス                                                                 | 父の母Cawston's Pride 1968 栗毛 イギリス                                                                                | Cawston Tower | Maharaj Kumar      | Maharaj Kumar    |
| 父 *マンオブビィジョン Man of Vision 1976 栗毛 イギリス                                                                 | 父の母Cawston's Pride 1968 栗毛 イギリス                                                                                | Cawston Tower | Silver Ribbon      |                  |
| 母 ハーデイスイフト 1972 黒鹿毛 日本                                                                                    | 母の父*ミシアーフ Misyaaf 1964 鹿毛 アイルランド                                                                        | *セントクレスピン St.Crespin                                                                                            | Aureole            | Aureole          |
| 母 ハーデイスイフト 1972 黒鹿毛 日本                                                                                    | 母の父*ミシアーフ Misyaaf 1964 鹿毛 アイルランド                                                                        | *セントクレスピン St.Crespin                                                                                            | Neocracy           |                  |
| 母 ハーデイスイフト 1972 黒鹿毛 日本                                                                                    | 母の父*ミシアーフ Misyaaf 1964 鹿毛 アイルランド                                                                        | Nucciolina | Nuccio             | Nuccio           |
| 母 ハーデイスイフト 1972 黒鹿毛 日本                                                                                    | 母の父*ミシアーフ Misyaaf 1964 鹿毛 アイルランド                                                                        | Nucciolina | Mah Behar          |                  |
| 母 ハーデイスイフト 1972 黒鹿毛 日本                                                                                    | 母の母ウレシノ 1963 鹿毛 日本                                                                                           | *ヒンドスタン Hindostan                                                                                                 | Bois Roussel       | Bois Roussel     |
| 母 ハーデイスイフト 1972 黒鹿毛 日本                                                                                    | 母の母ウレシノ 1963 鹿毛 日本                                                                                           | *ヒンドスタン Hindostan                                                                                                 | Sonibai            |                  |
| 母 ハーデイスイフト 1972 黒鹿毛 日本                                                                                    | 母の母ウレシノ 1963 鹿毛 日本                                                                                           | スイフトワイ | トキノチカラ       | トキノチカラ     |
| 母 ハーデイスイフト 1972 黒鹿毛 日本                                                                                    | 母の母ウレシノ 1963 鹿毛 日本                                                                                           | スイフトワイ | ホンフジ F-No.10-c |                  |